# 紐紐科柳山 (薩哈馬縣)
18°9′37″S 68°25′28″W / 18.16028°S 68.42444°W
紐紐科柳山（Ñuñu Qullu），是玻利維亞的山峰，位於該國西部奧魯羅省萨哈马县，處於亞雷塔尼山西南面、阿蘇阿蘇尼火山東北面、瓊卡拉尼山和波卡拉尼山東南面，屬於安第斯山脈的一部分，海拔高度4,723米。